# Шталь, Чик
Чарльз Сильвестр «Чик» Шталь (англ. Charles Sylvester «Chick» Stahl, 10 января 1873, Авилла, Индиана — 28 марта 1907, Уэст-Баден, Индиана) — американский бейсболист, аутфилдер. В составе «Бостон Американс» в 1903 году стал победителем первой в истории Мировой серии.

## Биография
Чарльз Шталь родился 10 января 1873 года в городе Авилла в Индиане. Его родители, Ройбен и Барбара Шталь, католики немецкого происхождения. В 1885 году семья переехала в Форт-Уэйн, где отец Чарльза устроился на работу плотником. В интервью в 1898 году Чик говорил, что у него было восемнадцать братьев и двенадцать сестёр.
Во время учёбы в школе Чарльз начал играть в бейсбол на позициях аутфилдера и питчера. С 1889 по 1894 год он выступал за ряд любительских и полупрофессиональных команд, также работая вместе с отцом. Ройбен Шталь хотел, чтобы его сын бросил бейсбол и занялся семейным магазином в Форт-Уэйне. Сам Чарльз уже не мог представить себя вне игры и в 1895 году подписал первый в своей жизни профессиональный контракт с командой из Роанока. В составе нового клуба он сосредоточился на выступлениях в роли аутфилдера. В дебютном сезоне в Лиге Виргинии его показатель отбивания составил 31,1 %, также Шталь стал лидером лиги по числу триплов. Удачная игра привлекла к нему интерес клубов крупнее и по окончании сезона Чарльз перешёл в команду из Буффало, игравшую в Восточной лиге. Чемпионат 1896 года он провёл ещё сильнее, отбивая с показателем 34,0 %, украв 34 базы и выбив 23 трипла. Оценив игровые качества Шталя и получив рекомендации от игроков клуба Джимми Коллинза и Сэма Уайза, главный тренер «Бостон Бинитерс» Фрэнк Сели предложил ему контракт.
Чарльз быстро выиграл конкуренцию за место в основном составе и регулярно выходил на позицию правого аутфилдера. В сезоне 1897 года он стал лидером среди новичков МЛБ по одиннадцати статистическим показателям. Результативная игра Шталя в нападении помогла «Бинитерс» выиграть титул Национальной лиги. На протяжении четырёх лет выступлений за команду показатель отбивания Чарльза не опускался ниже 30,0 %. В 1899 году он установил личные рекорды по числу хитов (202), триплов (19), хоум-ранов (7) и проценту занятия баз (42,6 %). 
В 1901 году Джимми Коллинз пригласил Чарльза перейти в «Бостон Американс» из новой Американской лиги. Одним из главных критериев стало то, что Шталь был католиком. В «Американс» Чик начал играть центрального аутфилдера и по-прежнему отлично отбивал. Первый сезон в истории команда завершила на втором месте в Лиге. 
26 января 1902 года, когда Чарльз находился в Форт-Уэйне, 22-летняя Луиза Ортманн попыталась застрелить его во время прогулки. Полиция успела обезоружить девушку перед покушением. Стражам порядка девушка заявила, что хотела отомстить бросившему её возлюбленному. Сам Чарльз отказался от обвинений в её адрес.
В апреле 1903 года Шталь получил травму ноги, из-за которой провёл всего 77 игр в регулярном чемпионате. Он восстановился к играм Мировой серии против «Питтсбурга». «Американс» выиграли в восьми матчах, а Чарльз стал единственным игроком «Бостона», отбивавшим с показателем более 30 %. В 1904 году команда второй раз подряд выиграла титул Американской лиги. 5 мая Чик внёс свой вклад в совершенную игру Сая Янга, поймав сложный мяч после удара Олли Пикеринга.
В августе 1906 года Чарльз стал также играющим тренером команды после того, как Джимми Коллинз фактически самоустранился от исполнения обязанностей. Один из журналистов написал, что в тот год Шталь был единственным игроком «Бостона», показавшим свой уровень. 14 ноября Чарльз женился на Джулии Хармон. Ещё одним важным событием стало то, что по настоянию владельца клуба Джона Тейлора он согласился стать главным тренером команды в следующем сезоне. 
Весной 1907 года вместе с командой он отправился в Литл-Рок на предсезонные сборы. Вскоре стало ясно, что особенности характера Чарльза не позволят ему управлять коллективом. 25 марта он отказался от своего поста. Через два дня «Американс» приехали на игру в Уэст-Баден в Индиане. Вечером Шталь отправил жене телеграмму, в которой написал что «готов к главной игре в своей жизни». На следующее утро он проверил состояние поля на стадионе и вернулся в гостиницу за формой. Живший с ним в одном номере Коллинз увидел как Чарльз упал на кровать. Позднее выяснилось, что он проглотил четыре унции карболовой кислоты. 
Похороны Чарльза Шталя прошли 31 марта на кладбище Линденвуд в Форт-Уэйне. На церемонии присутствовали его партнёры по команде Лу Кригер, Фредди Парент, Билл Диннин, Джейк Шталь и Бак Фримен. Речь на похоронах прочитал конгрессмен Джеймс Робинсон. Точные причины самоубийства Чарльза неизвестны. В разное время высказывались версии о хронической депрессии и возможном шантаже некой женщины из Чикаго, беременной от него.